# Jakub Plezia
Jakub Plezia (ur. 9 lipca 1885 w Okoninie, zm. 30 września 1941 w KL Auschwitz) – nauczyciel, profesor gimnazjalny, działacz Związku Harcerstwa Polskiego, podczas II wojny światowej członek Związku Walki Zbrojnej, więzień obozu koncentracyjnego Auschwitz-Birkenau, gdzie zginął. 

## Życiorys
Jakub Plezia był synem Michała i Anieli z Zakrzewskich. W latach 1899–1906 uczęszczał do Gimnazjum im. Kazimierza Brodzińskiego w Tarnowie, gdzie złożył egzamin dojrzałości. Następnie rozpoczął studia na Wydziale Filozoficznym Uniwersytetu Jagiellońskiego, zakończone w 1912 roku. Ich program obejmował filologię klasyczną, polską oraz filozofię. Przed wybuchem I wojny światowej pracował jako zastępca nauczyciela w c. k. Gimnazjum Realnym (IV.) w Krakowie. Równocześnie działał w organizacjach harcerskich. 
W 1914 roku został zmobilizowany do cesarskiej i królewskiej Armii. Jego oddziałem macierzystym był c. i k. Pułk Piechoty Nr 56. Na stopień nadporucznika został mianowany ze starszeństwem z 1 maja 1916 w korpusie oficerów rezerwy piechoty. W 1917 roku wycofano go ze służby liniowej i przeniesiono do biura szyfrowego, gdzie wykorzystywano jego znajomość języków w pracy deszyfranta.
W listopadzie 1918 roku rozpoczął służbę w Wojsku Polskim. Do marca następnego roku był przydzielony do Polskiej Komisji Likwidacyjnej, później został przeniesiony do rezerwy. Przez krótki czas pracował w biurze prasowym Generalnego Delegata Rządu w Krakowie i jako nauczyciel. Zmobilizowany ponownie w sierpniu 1920 roku, służył w stopniu porucznika w Biurze Szyfrów Oddziału II Sztabu Generalnego. 28 października 1921 roku został ponownie przeniesiony do rezerwy. Zweryfikowany w stopniu kapitana ze starszeństwem z 1 czerwca 1919 roku w korpusie oficerów rezerwy piechoty. W 1934 roku pozostawał w ewidencji Powiatowej Komendy Uzupełnień Kraków Miasto. Posiadał przydział do Oficerskiej Kadry Okręgowej Nr V. Był wówczas w grupie oficerów rezerwy „po ukończeniu 40 roku życia”.

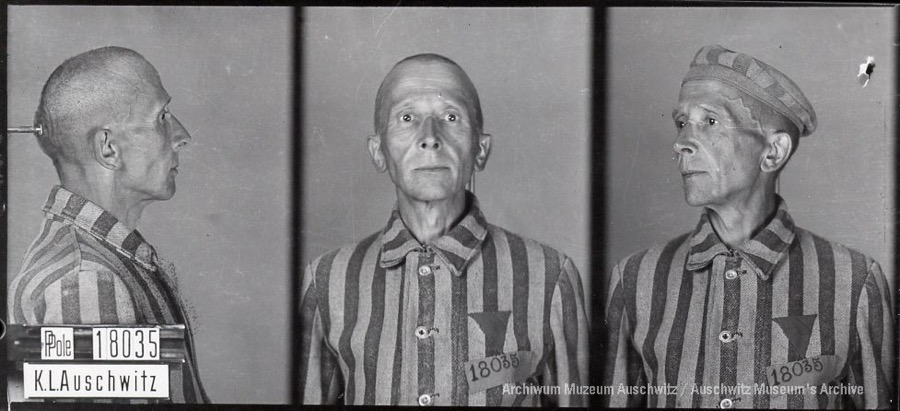
Jakub Plezia jako więzień Auschwitz nr 18035.

Podjął pracę jako nauczyciel łaciny i propedeutyki filozofii w IV Gimnazjum im. Henryka Sienkiewicza w Krakowie. W 1929 roku otrzymał tytuł profesora gimnazjalnego. W latach 1932–1939 uczył w VI Gimnazjum im. Tadeusza Kościuszki. Powrócił również do działalności w Związku Harcerstwa Polskiego, w latach 1922–1927 pełniąc funkcję hufcowego Hufca Kraków. Posiadał stopień instruktorski harcmistrza. Po wybuchu II wojny światowej przystąpił do organizowania tajnego nauczania, jako członek konspiracyjnego Towarzystwa Nauczycieli Szkół Wyższych. Od początku 1941 roku działał w biurze szyfrów krakowskiego Związku Walki Zbrojnej. Aresztowano go 9 czerwca 1941 roku i osadzono w więzieniu Montelupich. 11 lipca tego roku przybył do obozu koncentracyjnego Auschwitz, gdzie zginął 30 września 1941.
W 1914 roku ożenił się z Zofią Zbrożek (zm. 1970), mieli syna Mariana, profesora mediewistyki.

## Ordery i odznaczenia
- Signum Laudis Brązowy Medal Zasługi Wojskowej z mieczami na wstążce Krzyża Zasługi Wojskowej[3]
- Krzyż Wojskowy Karola[3]
- Krzyż Pamiątkowy Mobilizacji 1912–1913[3]